# Albert Roth

Albert Roth

Emil Albert Roth (* 10. September 1893 in Liedolsheim; † 7. Januar 1952 in Karlsruhe) war ein deutscher Politiker und Reichstagsabgeordneter der NSDAP.

## Leben
Roth war das zweitälteste von zehn Kindern eines Blechners und Landwirts. Nach dem Besuch der Volksschule erlernte er den Beruf des Landwirts im Betrieb seiner Eltern. Vom Militärdienst wurde er wegen starker Kurzsichtigkeit zurückgestellt. Roths Angaben zu seinem Kriegsdienst im Ersten Weltkrieg sind widersprüchlich, vermutlich war er von Sommer 1916 bis April 1917 Soldat. Gesichert ist, dass er als Kanonier zum Badischen Fußartillerie-Regiment Nr. 14 gehörte und eine Gasvergiftung erlitt. Roth heiratete im September 1918; aus der Ehe gingen bis 1925 drei Kinder hervor.
Im Zivilleben übernahm Roth den Hof seiner Eltern, der mit 2,5 Hektar bewirtschafteter Fläche für Liedolsheimer Verhältnisse überdurchschnittlich groß war. Zugleich entwickelte er sich wegen seiner rhetorischen Fähigkeiten zu einem Bauernführer und wurde Mitglied im völkischen „Leseklub für Rasse und deutsches Volkstum“ in Liedoldsheim. Der Leseklub war von Robert Roth gegründet wurden; zwischen beiden besteht keine direkte Verwandtschaft. Der Leseklub firmierte später als Ortsgruppe des Deutschvölkischen Schutz- und Trutzbundes; nach dessen Verbot nannte sich die Gruppe im Sommer 1922 kurzzeitig NSDAP-Ortsgruppe Liedolsheim. Es war eine der ersten Ortsgruppen der Partei in Baden. Nach dem Verbot der NSDAP in Baden bestand die Gruppe als „Arier-Bund“ weiter. Im Juli 1923 besuchte eine Gruppe von 24 Liedolsheimern – darunter beide Roths sowie der seit Jahresanfang im Ort tätige Lehrer August Kramer – München, offiziell, um am Turnfest teilzunehmen. In München kam es zu einem Treffen mit Hitler, bei dem die formale Aufnahme der Liedolsheimer Gruppe in die NSDAP verabredet wurde. Ein als „Schlageter-Feier“ deklariertes Treffen von Nationalsozialisten in Liedolsheim im gleichen Monat hatte einen Polizeieinsatz zur Folge, bei dem trotz des Einsatzes von 37 Polizisten die Verhaftung der beiden Roths und Kramers angesichts deren Rückhalt in der Bevölkerung misslang.
Roth war zeitweise NSDAP-Ortsgruppenleiter für Liedolsheim, das sich in der Weimarer Republik zu einer frühen Hochburg der NSDAP und ihrer Ersatzorganisationen entwickelte: Auf den Völkisch-Sozialen Block entfielen bei der Reichstagswahl im Mai 1924 51,9 % der Stimmen (Baden: 4,8 %, Reich: 6,6 %). Roth trat der neugegründeten NSDAP zum 10. Januar 1926 bei (Mitgliedsnummer 28.199). Bei der badischen Landtagswahl 1929 erzielte die NSDAP vor Ort 38 % (Baden 7,0 %); Roth gelang der Einzug in den Landtag. Zu diesem Zeitpunkt war er ausgebildeter NSDAP-Reichsredner und aus Sicht der sozialdemokratischen Zeitung „Volkswacht“ „einer der übelsten nationalsozialistischen Agitatoren“. Das NSDAP-Parteiblatt Völkischer Beobachter sah Roth als den besten Redner der Partei für ländliche Regionen, in denen er Hunderte von Parteiveranstaltungen abgehalten habe. Das Badische Landespolizeiamt charakterisierte Roth im Januar 1929 als den „ausfälligste[n] Agitator der Partei“, der sich als „Vertreter und Leidensgenosse der Kleinbauernschaft“ hinstelle und mit „seiner ungeschlachten Ausdrucksweise bei der ländlichen Bevölkerung […] viel Anklang“ finde. Im Parlamentsbetrieb bewährte sich Roth nach Erinnerungen von Walter Köhler, nach 1933 badischer Ministerpräsident, weniger: Roth habe auf Versammlungen mit einstudierten Phrasen Erfolge erzielt, zeigte aber im Parlament Schwächen bei der flexiblen Reaktion auf Zwischenrufe des politischen Gegners. Roth behauptete 1935, er habe über 2000 Veranstaltungen durchgeführt und sei dabei zu mehreren Geldstrafen und sieben Monaten Gefängnis verurteilt worden. Nachweisen lassen sich zwei Verurteilungen zu fünf beziehungsweise acht Monaten Gefängnis wegen Beleidigung.
Nach der Machtübertragung an die Nationalsozialisten erhielt Roth im November 1933 ein Mandat im Reichstag, der in der Zeit des Nationalsozialismus bedeutungslos war. Der SS trat er am 9. November 1934 im Rang eines SS-Hauptsturmführers bei (SS-Nummer 261.909). Zuletzt am 9. November 1943 zum Standartenführer befördert, war Roth dem Stab im Rasse- und Siedlungsamt der SS zugeordnet. Zudem war er Mitglied des Reichsbauernrates und Hauptabteilungsleiter bei der Landesbauernschaft Baden. Im April 1940 pachtete Roth den Kappenhof in Ohrensbach (heute zu Glottertal). Einer der früheren Besitzer des Hofes hatte 1934 Schwierigkeiten mit der NSDAP bekommen und war ausgebürgert sowie des Hofes beraubt worden.
Nach der Befreiung vom Nationalsozialismus wurde Roth im Mai 1945 auf dem Kappenhof gefangen genommen und befand sich bis September 1946 sowie erneut von April 1947 bis Oktober 1947 in Haft. In der Klageschrift der Entnazifizierungsbehörde wurde gefordert, Roth als „Hauptschuldigen“ einzustufen. Dies wurde begründet mit Roths Vermögen, das 1945 über 100.000 RM betragen habe, während er 1933 noch verschuldet war. Zudem wurde Roth für die Verhaftung von zehn Männern verantwortlich gemacht, die bei der Liedolsheimer Kirchweih 1933 sozialistische Lieder gesungen hatten. Ein Teil der Verhafteten war wochenlang im KZ Kislau festgehalten worden. Der Liedolsheimer Nachkriegsbürgermeister charakterisierte Roth als „ganz gemeine[n] Denunziant[en]“. Trotz etlicher entlastender Aussagen wurde Roth im Mai 1949 in die Gruppe der „Hauptschuldigen“ eingeordnet und zu vier Jahren Arbeitslager und dem fast vollständigen Einzug seines Vermögens verurteilt. Die Einweisung ins Arbeitslager unterblieb wegen Haftunfähigkeit. Roths Gesundheitszustand war außerordentlich schlecht, wofür er seine Haftbedingungen und Misshandlungen bei Verhören verantwortlich machte.